# ژاک روگ
ژاک روگ (متولد ۲ مه ۱۹۴۲ در شهر خنت، بلژیک – درگذشته ۲۹ اوت ۲۰۲۱) مدیر ورزشی اهل بلژیک بود. او هشتمین رئیس کمیته بین‌المللی المپیک بود.

## زندگی، تحصیلات و سوابق کاری
کنت ژاک روگ در روز دوم مه سال ۱۹۴۲ و در زمانی که شهر گنت تحت اشغال نیروهای نازی بود دیده به جهان گشود. او با آغاز و ادامه تحصیل در زادگاهش، موفق به اخذ مدرک دکترای ارتوپدی شد و در سه دوره بازیهای المپیک ۱۹۶۸، ۱۹۷۲ و ۱۹۷۶ به عنوان عضو تیم ملی قایقرانی بلژیک در بازی‌ها حضور یافت. روگ پس از حضور جدی در عرصه‌های مختلف ورزشی در سال ۱۹۸۹ به عنوان رئیس کمیته ملی المپیک کشورش برگزیده شد و در سال ۱۹۹۱ به افتخار عضویت در IOC درآمد. او با پیشرفتی چشمگیر و مثال زدنی در سال ۱۹۹۸ به عضویت هیئت اجرایی کمیته بین‌المللی المپیک رسید. روگ البته در این سال‌ها دو لقب بسیار معتر از پادشاه بلژیک دریافت کرد که مهمترین آن لقب «کنت» بود.

## ریاست کمیته المپیک
ژاک روگ در روز ۱۶ ژوئیه سال ۲۰۰۱ و در جریان یکصد و دوازدهمین نشست IOC پس از خوان آنتونیو سامارانش به عنوان رئیس جدید این نهاد برگزیده شد و ۱۲ سال در این سمت ماند.
توماس باخ به عنوان نهمین رئیس IOC در سال ۲۰۱۳ انتخاب شد و جای وی را گرفت.

## مرگ
روگ در ۲۹ اوت ۲۰۲۱ در سن ۷۹ سالگی درگذشت.